# Vario LF plus/o
Vario LF plus/o — односторонній трамвай, що виробляється альянсом TW Team (Pragoimex, KOS Krnov, VKV Praha), який призначений для зчеплення задніх кінців транспортних засобів один з одним (так званий PX) і таким чином створює двосторонній комплект.

## Конструкція
В основі трамвая лежить тип Vario LF plus (це змінена конструкція вагона, а не новий тип), на відміну від якого вагон має двоє подвійних дверей з лівого боку.
 
Завдяки конструкції шасі Komfort plus нижня підлога над шасі знаходиться на висоті 650 мм над рейкою, низькопідлогова середня частина – на висоті 350 мм.
Електрообладнання Škoda дозволяє комбінувати вагон з трамваєм Vario LF з обладнанням Europulse.
.

## Постачання
| Держава             | Мережа              | Тип                 | Роки постачання     | Кількість | Номери рухомого складу |       |  |
| ------------------- | ------------------- | ------------------- | ------------------- | --------- | ---------------------- | ----- |  |
| Чехія               | Оломоуць            | Vario LF plus/o     | 2013                | 14        | 101–114                | [ 3 ] |  |
| Загальна кількість: | Загальна кількість: | Загальна кількість: | Загальна кількість: | 14        |                        |       |  |

## Експлуатація
Транспортна компанія міста Оломоуць у 2012 році замовила загалом 14 вагонів, які були доставлені до кінця 2013 року. 
Постачання перших двох трамваїв (№ 101 і 102) відбулася у квітні 2013 року
, 
протягом цього місяця вони завершили тестові рейси
 і вперше здійснили пасажирський рейс 11 травня 2013 року на лінії 2 як окремі вагони. 
Вони були вперше розгорнуті як звичайний потяг (101+102) 14 травня, а з'єднані навпроти один одного (PX) вони вперше їхали з пасажирами 25 травня 2013 року.